# Coutumes de Tortose
Les coutumes de Tortose (en catalan : Costums de Tortosa) sont une compilation du droit consuétudinaire de la ville catalane de Tortose, écrite en 1272 et promulguée en 1279, qui établirent la coutume locale.